# Kloster Harsefeld

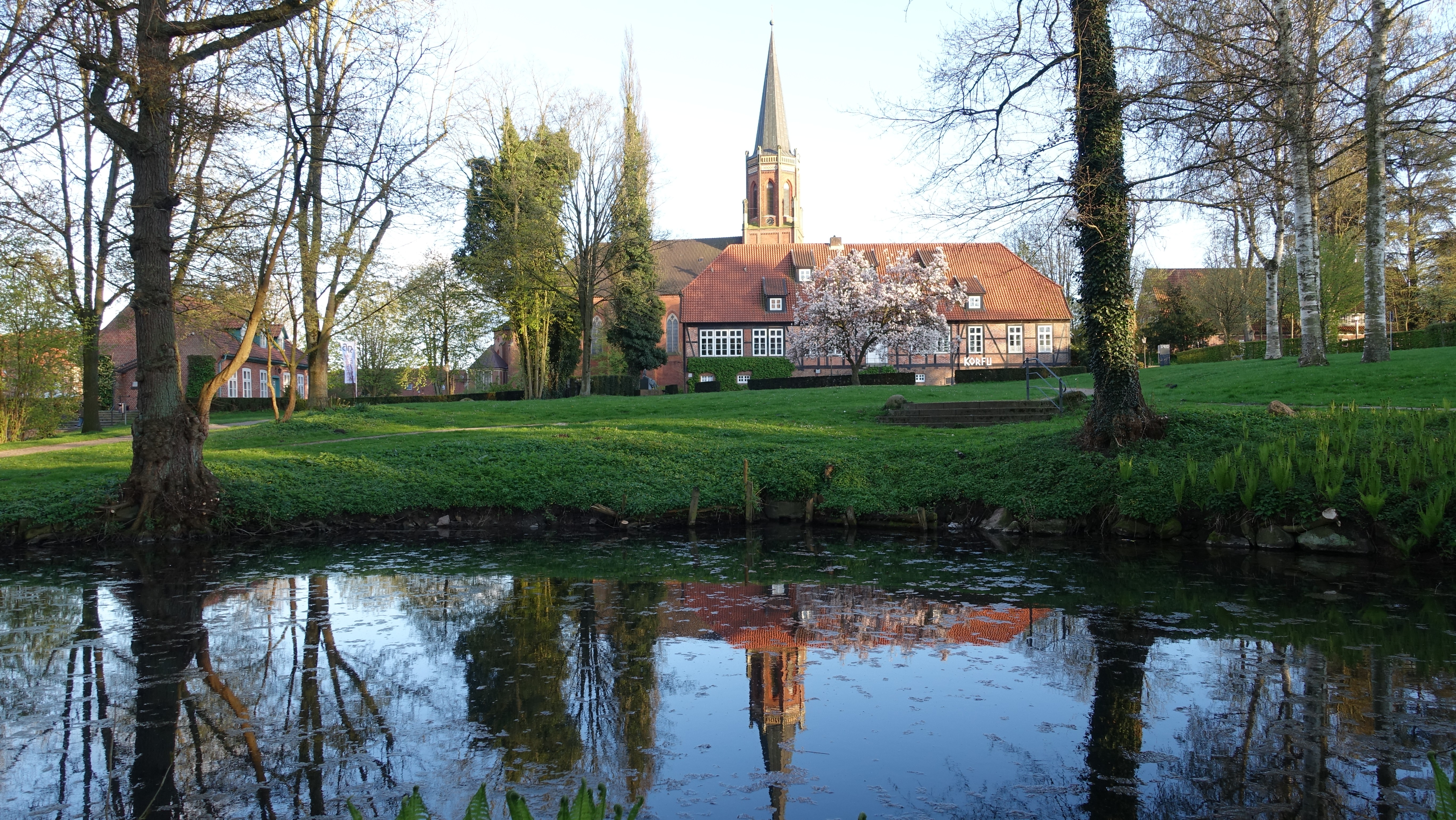
Ehemalige Erzabtei und ihre einstige Abteikirche (Blick vom Stadtpark aus)

Das Kloster Harsefeld oder Kloster Rosenfeld (lat.: (Archi)abbatia Herzeveldensis vel Rosenfeldensis) war eine exemte Erzabtei der Benediktiner in Harsefeld im Landkreis Stade (Niedersachsen).
Es bestand von 1104 bis 1648, also bis zum Ende des Dreißigjährigen Kriegs. Das Kloster war nach der Reformation eine der letzten Bastionen des Katholizismus an der Niederelbe.

## Stift für Weltgeistliche zur Sühne eines Mords

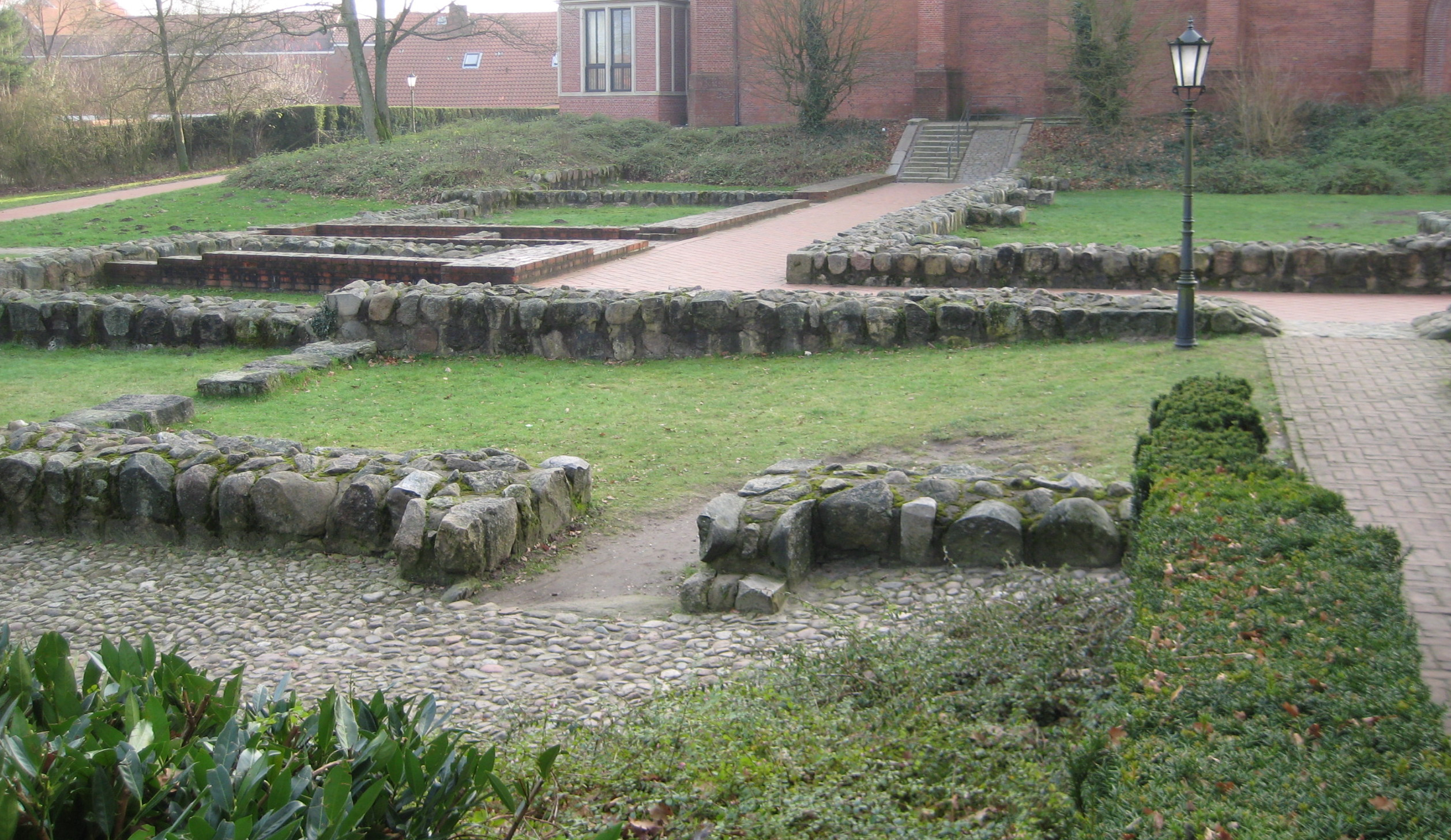
Fundamente des Klosters

Das Kloster ging aus einem Kollegiatstift für Weltpriester hervor, das die Grafen von Stade, die Udonen, zwischen 1007 und 1010 zur Sühne eines politischen Mordes gestiftet hatten. Die Söhne des Grafen Luder-Udo (⚔ 994 in der Normannenschlacht), Udo und Heinrich von Katlenburg, waren an der Ermordung des Markgrafen Ekkehard von Meißen in der Pfalz Pöhlde am 30. April 1002 beteiligt gewesen. Der Markgraf hatte nach dem Tod des jung gestorbenen deutschen Königs und römischen Kaisers Otto III. bei der Königswahl von 1002 Anspruch auf den Thron erhoben. Der dann gewählte König und spätere Kaiser Heinrich II. verschonte Udo und Heinrich, doch mussten sie ihre Erbgüter aus Harsefeld und Umgebung – darunter auch die Burg Harsefeld – als Zeichen ihrer Buße der Kirche übergeben. Mit Unterstützung von Graf Heinrich II., genannt der Gute (um 976 bis 1016), wurde das Stift für Weltpriester in Harsefeld gegründet, das dem Patrozinium der Gottesmutter und dem Apostel Bartholomäus unterstellt war. Erzbischof Libentius I. von Bremen (988 bis 1013) weihte das Stift, das 99 Jahre bestand.

## Frühzeit des Benediktinerklosters
Oda von Werl (1050–1110), Stieftochter von Herzog Otto von Northeim, heiratete den Stader Grafen Udo II. Sie gilt als Gründerin des Klosters, auch wenn die Gründung meist ihrem Mann und den gemeinsamen Söhnen zugesprochen wird. Oda wollte das Stift in ein Kloster umwandeln, um dessen Aneignung durch die Bremer Erzbischöfe zu verhindern. Um 1100 kamen die ersten Mönche mit ihrem Abt Herrand vom Kloster Ilsenburg nach Harsefeld, die von dort wohl eine Mischung von Gorzer und cluniazensischen Gewohnheiten (ordo Ilseneburgensis; 'Herrandreform') mitbrachten. Das Kloster erhielt die Regula Benedicti und war ebenfalls dem Patrozinium der Gottesmutter und des hl. Bartholomäus unterstellt. Es wurde der Zuständigkeit der Bremer Erzbischöfe – von bestimmten Weihefunktionen abgesehen – entzogen und direkt dem Benediktiner-Papst Paschalis II. unterstellt. Paschalis II. gab dem Kloster eine Verfassung, die diesem weitgehende Freiheit zusicherte und den späteren Wohlstand ermöglichte. Es erhielt so das Recht der freien Abts- und Vogtwahl, war also zu diesem Zeitpunkt bereits weitgehend exemt. Zur Weihe der Klosterkirche 1108 reiste der Erzbischof von Magdeburg nach Harsefeld. Die meisten der Ilsenburger Benediktiner kehrten nach fünf Jahren in den Harz zurück. Der Abtei Harsefeld schlossen sich später meist Landadelige aus der Niederelbe-Region an. Das Kloster profitierte von großzügigen Schenkungen. Die Benediktinerabtei gründete 1147 vor Stade das Tochter-Kloster St. Marien.

## Zwischen Papst, Welfen und Erzbischof
Immer wieder versuchten die Bremer Erzbischöfe, die Rechte des Klosters zu beschneiden. Während des abendländischen Schismas sprach Papst Viktor IV., der Gegenpapst von Papst Alexander III., dem Bremer Erzbischof Hartwig, der aus der Familie der ehemaligen Erbvögte stammte, die Verfügungsgewalt über das Kloster zu. Abt Ado geriet in Gegensatz zum Erzbischof und wohl auch zu einem Teil des Konvents und verließ das Kloster. Die Entscheidung Harsefeld Bremen zu unterstellen wurde von Herzog Heinrich dem Löwen 1158 aufgehoben, dafür wurde die Abtei nun ein welfischer Stützpunkt. Neue Konflikte mit dem Bremer Erzbischof führten 1221 zu einem Vergleich. Erzbischof Gebhard II. bestätigte die Privilegien des Klosters, forderte aber im Gegenzug die Zuständigkeit für die Wahl des Vogts. Papst Alexander IV. bestätigte die Exemtion Harsefelds 1260 in aller Form. Bremens Erzbischof Hildbold (1258–1273) vertrieb in der Folge Abt Reinhold (1257–1270), der nach Braunschweig flüchtete; die Klostergüter ließ der Erzbischof verwüsten. Drei Jahre dauerte das Exil des Abtes, bis Papst Urban IV. eingriff. Unter den Auseinandersetzungen zwischen den Welfen und den Erzbischöfen von Bremen hatte die Abtei wiederholt zu leiden.

## Erzäbte

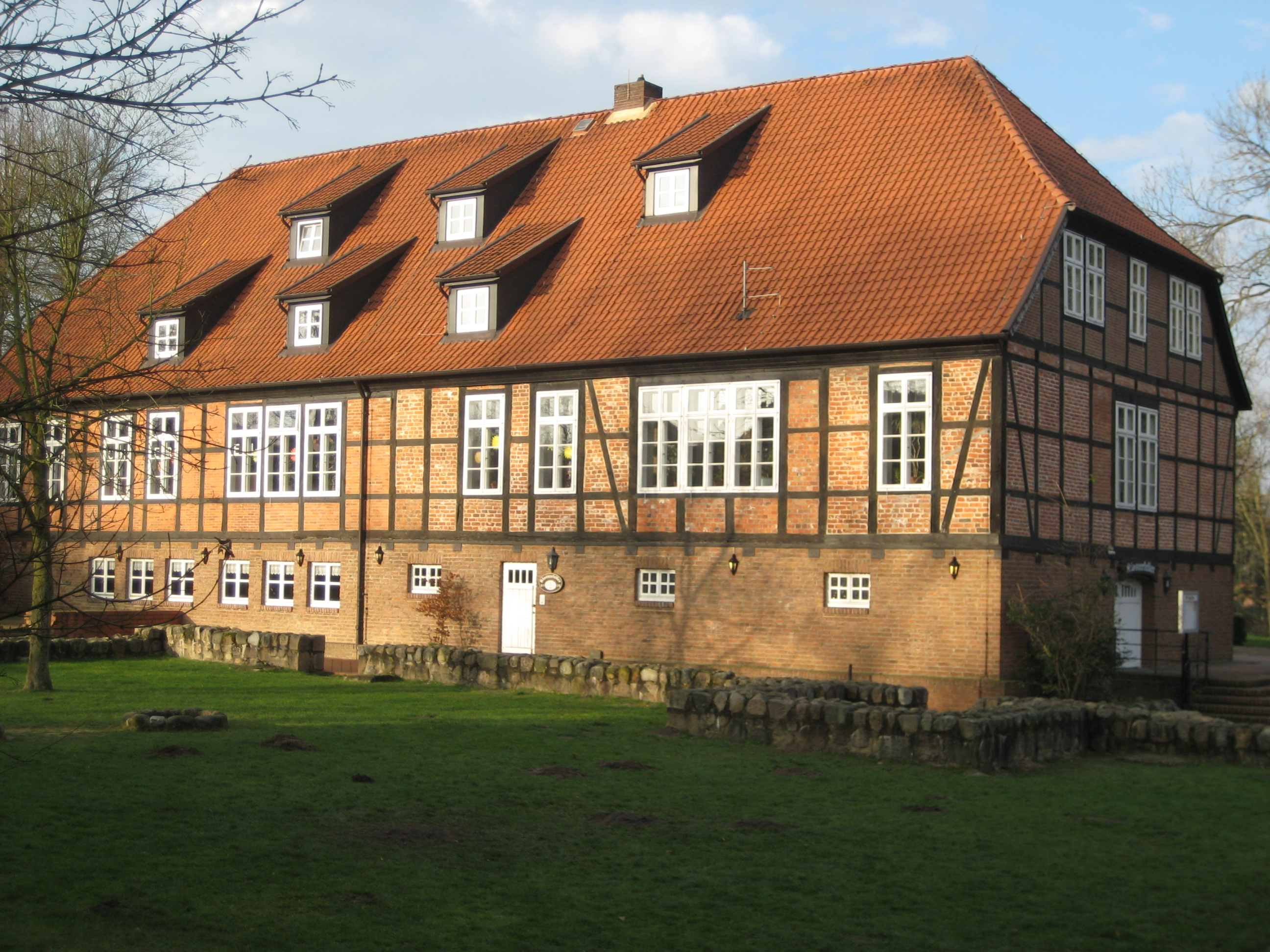
Der Amtshof, 1742 auf den Grundmauern der Abtei errichtet

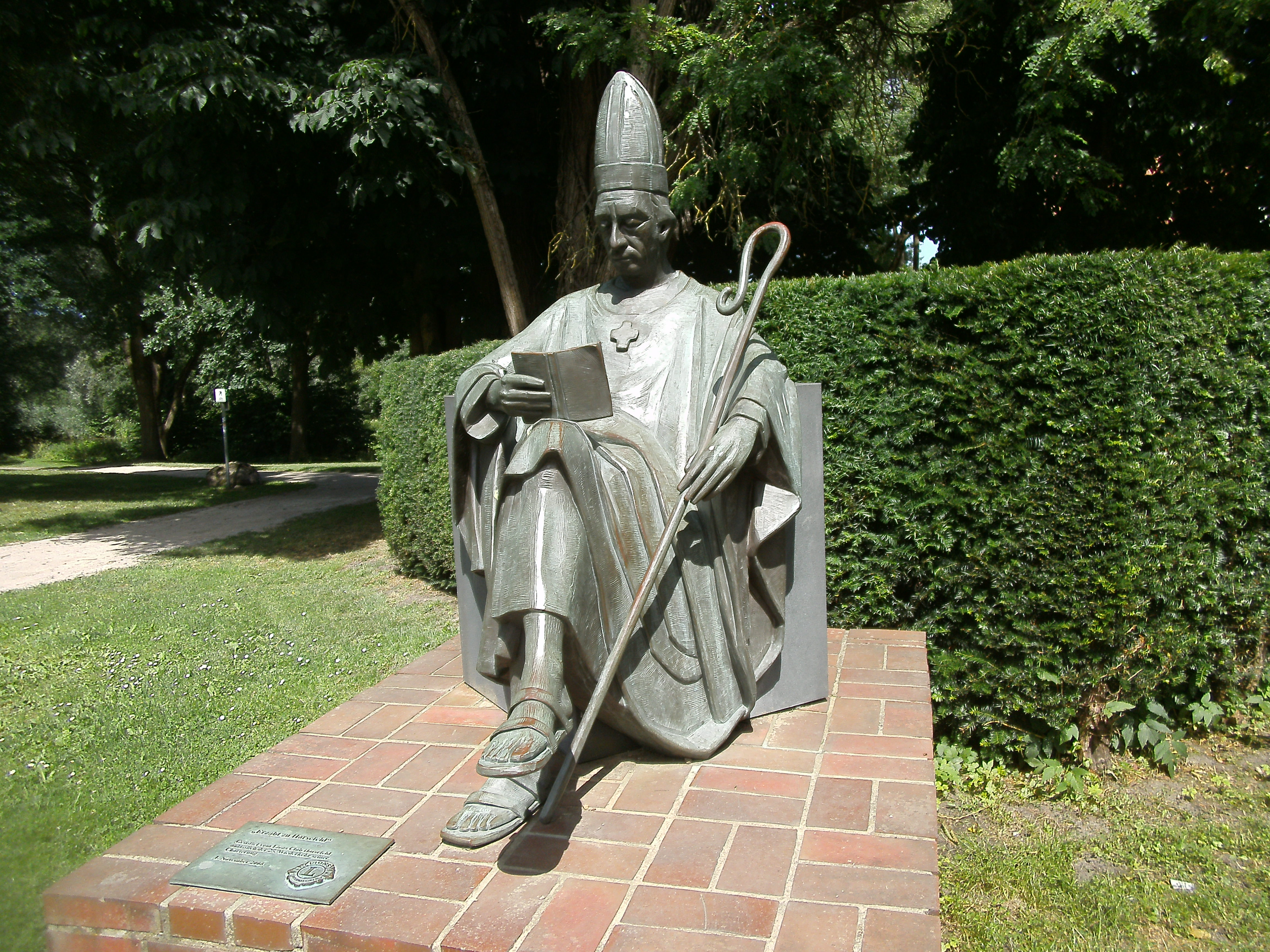
„Erz-Abt zu Harsefeld“, Skulptur im Klosterpark (Carsten Eggers, 2009)

Es ließ sich bislang historisch nicht hinreichend klären, wie und wann die Äbte von Harsefeld den Titel eines Erzabtes errangen. Jedenfalls wurde der Titel im 14. Jahrhundert vom Papst in Urkunden genannt und spätestens dadurch legitimiert. Gerlach Schulte (1375–1410) war der erste Klostervorsteher, der die Bezeichnung Erzabt (Archiabbas – Erster Abt) trug. Er kam aus einer wohlhabenden Adelsfamilie. Er sorgte durch Weitsicht für die Mehrung des Klosterreichtums, unter anderem durch Pachtland im Alten Land, das durch seinen Einsatz weiter kultiviert wurde. Papst Bonifatius IX. verfügte 1394, dass „du, mein Sohn Erzabt, und deine Nachfolger Mitra, Ring und andere oberhirtliche Anzeichen frei tragen könnt […]“ und gestattete damit das Tragen der Pontifikalien. 1397 gewann Gerlach Schulte dadurch weiteren Einfluss, dass er in den Landständen des bremer Erzstiftes vertreten war. Der Gegenpapst Johannes XXIII. übertrug Schulte kurz vor dessen Tod im Jahr 1410 noch Gerichtshoheiten, deretwegen eigentlich „der päpstliche Stuhl zu befragen sei“. Damit durfte der Erzabt auch Menschen von ihren schwerwiegenden Taten lossprechen, wenn diese die ihnen auferlegte Buße erfüllt hatten.
Aus dem Geschlecht der Schulte stammten auch seine Nachfolger Johannes Schulte (1410–1440) und Johannes de Lu (1440–1462). Diese drei Erzäbte erwarben sich besondere Verdienste durch den Neubau der Abteikirche und deren Ausstattung mit Kunstwerken wie mit dem bis heute erhaltenen Taufbecken von 1454. Überhaupt errangen die Harsefelder Erzäbte von Ende des 14. Jahrhunderts an die bedeutende Stellung des ersten Prälaten im Erzstift Bremen. Sie waren damit geborene Präsidenten und Sprecher der Bremischen Landstände gegenüber dem Erzbischof. Gleichzeitig orientierten sie sich, um die Exemtion ihres Klosters zu bewahren, konsequent am Papst. Dies bereitete der Erzabtei Schwierigkeiten, als Papst Martin V. 1418 die Exemtionsprivilegien seiner unmittelbaren Vorgänger abschaffte und der Bremer Erzbischof damit auch die (ältere) exemte Stellung Harsefelds als erledigt ansah. 1462 erhielt das Kloster in Erzabt Mathias Grimmeke (1462–1482) seinen ersten bürgerlichen Oberen. Die Konflikte, die nach seinem Tode durch eine Doppelwahl entstanden, konnten bald beigelegt werden. Die Resignation des Erzabtes Detlev von Luneberg († 1513) im Jahre 1508 ebnete den Weg zum Anschluss der Erzabtei an die Bursfelder Kongregation, die Erzbischof Johann III. Rode von Wale förderte, u. a. weil er hoffte damit die Exemtion des Benediktinerklosters aushöhlen zu können. Unterstützt wurde die Hinwendung zu Bursfeld durch die Erhebung des Huysburger Mönches Heinrich Dudenrath (1508–1527) zum neuen Erzabt.

## Reformationszeit und Dreißigjähriger Krieg

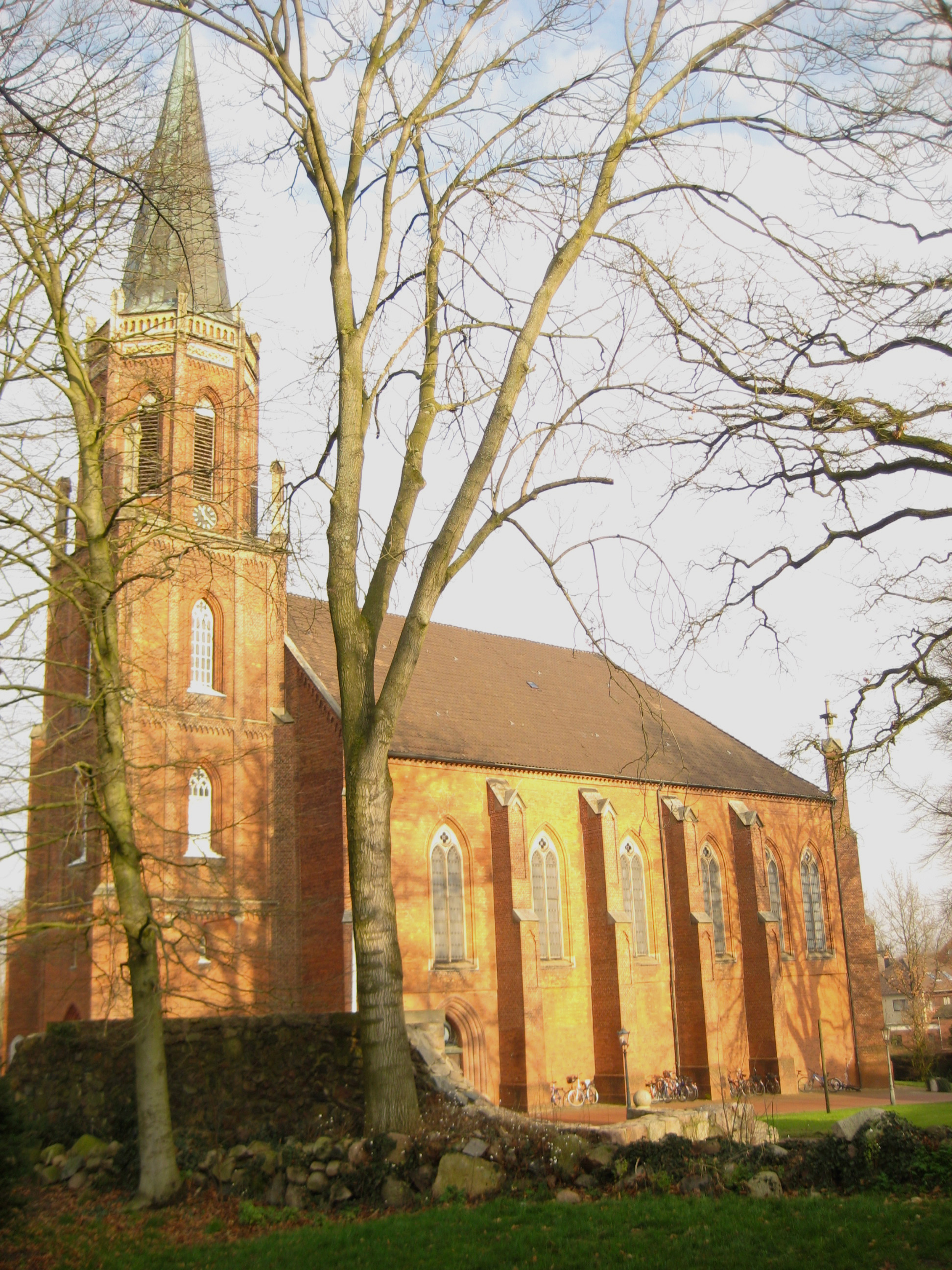
Die ehemalige Abteikirche St. Marien und Bartholomäi

Während sich die Menschen im Norden der Reformation anschlossen, blieb Harsefeld katholisch. Um besseren Rückhalt vom Benediktinerorden zu bekommen, schloss sich die Erzabtei im Jahre 1510 der Bursfelder Kongregation an, blieb aber exemt. Bald schon wurde der Kontakt zu Bursfelde wieder lockerer und riss durch eine schrittweise Protestantisierung des Umlandes beinah – aber nicht vollends – ab. Die unsicheren Zeiten forderten alle Energien des Klosters um die Besitzungen zu erhalten. Das Kloster bestand bis 1648, doch hatte es während des Dreißigjährigen Krieges schwere Zeiten bis hin zur weitgehenden Zerstörung zu überstehen. Größten Schaden richtete der Mecklenburger Ritter Joachim Pentz aus Gadebusch an. Er hatte dem verschwenderischen und zügellosen Bremer Erzbischof Christoph Herzog von Braunschweig-Lüneburg (1511 bis 1558), 5.000 Golddukaten geliehen. Dieser machte jedoch keine Anstalten, seine Schulden abzutragen.
Pentz versuchte sich an dem Erzbischof unterstehenden Klöstern schadlos zu halten und überfiel die Harsefelder Benediktiner gleich zweimal. Beim ersten Überfall am 5. Januar 1545 kamen die Mönche noch halbwegs glimpflich davon, sie wehrten sich mit einem Steinhagel. Anders am 25. Februar 1546. Mit etwa hundert Mann drang Pentz ins Kloster ein, ließ es plündern und in Brand stecken. Zwar gelang es Pentz nicht, Erzabt Arnold Bicker (1527 bis 1548) als Geisel zu nehmen, weil sich dieser in Buxtehude aufhielt. Doch als Pentz abzog, lag das Kloster in Trümmern. Der Abt machte sich an den Wiederaufbau und erhielt vielfache Unterstützung.
Ab 1525 schlossen sich die umliegenden Orte der Reformation an, zunächst Stade, dann Buxtehude, Jork, Horneburg, Apensen und schließlich 1558 Himmelpforten. Erzabt Christoph Bicker (1548–1575) war unentschlossen, vollzog den Schritt zum Protestantismus jedoch nicht. Er und mehr noch seine Nachfolger bemühten sich nun vielmehr, die Klostergemeinschaft in der katholischen Kirche zu halten; auch nahmen sie eine größere Anzahl junger Männer ins Noviziat auf, um sie später auf Jesuitenschulen in Köln und Fulda zu schicken. Erzabt Luneberg Brummer (1575–1612) bemühte sich überdies um die Wiederbelebung des römischen Ritus im Konvent. Dennoch zählte die Abtei 1611 nur sieben Konventsmitglieder, die ein eher stiftisches Leben führten. 1616 hatten die Mönche bereits ihren Habit abgelegt.
Kaiser Matthias gab von Prag aus 1616 und 1617 zwei Äbten der Bursfelder Kongregation den Befehl zur Visitation von Harsefeld; diese mussten ihr Vorhaben aber wegen des Bremer Widerstands aufgeben. Erst im Sommer 1624 begannen die beiden Hildesheimer Äbte die Visitation, die aber wegen der mangelnden Kooperation des Erzabtes Paridon Korff (1618–1628) und seines Konventes abgebrochen werden musste. Eine 1625 durch den Bremer erwählten Erzbischof Johann Friedrich vorgenommene Visitation, mussten die Mönche trotz Verweises auf ihre Exemtion zähneknirschend hinnehmen. Interessant daran ist, dass der Erzbischof Protestant war. Die Visitation fiel zufriedenstellend aus.
Auf dem Generalkapitel in Mainz ernannte die Bursfelder Union 1628 Abt Friedrich Davensberg zum Erzabt von Harsefeld (1628–1633), der sich im Zuge des kaiserlichen Restitutionsedikts nachdrücklich um die Reform und Hebung des Konventes mühte: Reformunwillige Mönche mussten die Abtei verlassen und wurden durch Konventualen aus Köln und Abdinghof ersetzt. Auch hatte das Kloster 1631/32 auch einige Eintritte zu verzeichnen. Der Bremer Erzbischof-Administrator Johann Friedrich nutzte den durch den Einfall der Schweden im Reich bedingten Abzug der Kaiserlichen Truppen aus Stade um das Kloster, das die vor den Schweden geflohenen Mönche verlassen hatten, 1632 aufzuheben. Die nach Köln geflüchteten Benediktiner wählten dort Theoderich Pfingsthorn (1634–1639) zum Titularerzabt. Der zwischenzeitlich von den 1628 verdrängten und nun 1634 zurückgekehrten Mönchen gewählte letzte Harsefelder Erzabt Sebastian Bandex (1632/34 bis 1648) und der Tod des Erzbischofs revidierten noch einmal die Aufhebung. Bandex widersetzte sich den Versuchen der Bursfelder Kongregation, ihre Vertreter wieder im Harsfelder Kloster Fuß fassen zu lassen. 1648 war die katholische Zeit vorbei. Mit dem Friedensschluss von Münster und Osnabrück, dem Westfälischen Frieden, wurde das Benediktinerkloster aufgehoben. Nur wirtschaftlich bestand es einige Jahrzehnte weiter. 1690 verließ der letzte Ordenspriester Harsefeld. 1716 wurde das Kloster als „in einem baufälligen Stande“ beschrieben.
Vom Kloster blieb die Kirche erhalten. Die Fundamente der Klostergebäude wurden zwischen 1981 und 1984 ausgegraben und zu einem Park gestaltet. Das 1986 eröffnete Harsefelder Museum, einst als Gerichtsgebäude und Registratur genutzt, steht auf Fundamenten des Klosters. Das Museum bietet auch einen Einblick in das einstige Leben der Abtei.

## Archäologische Befunde zur Bestattung Untoter im Kloster Harsefeld
Im westlichen Kreuzgang wurden bei den archäologischen Ausgrabungen in den 1980er Jahren mehrere Gräber entdeckt, die auf Bannmaßnahmen gegen vermeintliche Untote hindeuten. Das Grab eines Mannes war nachträglich geöffnet worden und man hatte dem Leichnam einen großen Findling auf den Kopf gelegt. Mit dieser Versteinung sollte der (Un)Tote offenbar im Grab festgehalten werden. Eine weitere Bestattung zeigte gleich mehrere apotropäische Handlungen: Dem Leichnam hatte man wohl bereits vor der Beerdigung die Füße gefesselt und den Unterkiefer fixiert. Nach einigen Jahren wurde das Grab wieder geöffnet und der Sarg einmal gedreht, sodass der Tote auf den Bauch zu liegen kam. Danach wurde das Grab durch eine Lage Backsteine oberhalb des Sarges versiegelt. Ferner wurde bei Baumaßnahmen innerhalb der Klosterkirche in Altarnähe das Grab eines Abtes entdeckt, dessen untere Extremitäten gefesselt und mit einem großen eisernen Vorhängeschloss gesichert waren.